# Episodi di The Philco Television Playhouse (settima stagione)
La settima stagione della serie televisiva The Philco Television Playhouse è stata trasmessa in anteprima negli Stati Uniti d'America dalla NBC tra il 19 settembre 1954 e il 21 agosto 1955.
| nº | Titolo originale           | Titolo italiano | Prima TV USA      | Prima TV Italia |
| -- | -------------------------- | --------------- | ----------------- | --------------- |
| 1  | Middle of the Night        |                 | 19 settembre 1954 |                 |
| 2  | Time Bomb                  |                 | 3 ottobre 1954    |                 |
| 3  | Man on the Mountaintop     |                 | 17 ottobre 1954   |                 |
| 4  | Time of Delivery           |                 | 31 ottobre 1954   |                 |
| 5  | Crime Without Motive       |                 | 14 novembre 1954  |                 |
| 6  | Beg, Borrow or Steal       |                 | 28 novembre 1954  |                 |
| 7  | Catch My Boy on Sunday     |                 | 12 dicembre 1954  |                 |
| 8  | Run, Girl, Run             |                 | 26 dicembre 1954  |                 |
| 9  | Walk into the Night        |                 | 9 gennaio 1955    |                 |
| 10 | Anatomy of Fear            |                 | 23 gennaio 1955   |                 |
| 11 | A Sense of Justice         |                 | 6 febbraio 1955   |                 |
| 12 | The Assassin               |                 | 20 febbraio 1955  |                 |
| 13 | Play Me Hearts and Flowers |                 | 6 marzo 1955      |                 |
| 14 | Shadow of the Champ        |                 | 20 marzo 1955     |                 |
| 15 | Watch Me Die               |                 | 3 aprile 1955     |                 |
| 16 | The Bold and the Brave     |                 | 17 aprile 1955    |                 |
| 17 | Letter of Recommendation   |                 | 1º maggio 1955    |                 |
| 18 | The Pardon-Me Boy          |                 | 15 maggio 1955    |                 |
| 19 | The Ghost Writer           |                 | 29 maggio 1955    |                 |
| 20 | Total Recall               |                 | 12 giugno 1955    |                 |
| 21 | Black Frost                |                 | 26 giugno 1955    |                 |
| 22 | Incident in July           |                 | 10 luglio 1955    |                 |
| 23 | The Death of Billy the Kid |                 | 24 luglio 1955    |                 |
| 24 | A Room in Paris            |                 | 7 agosto 1955     |                 |
| 25 | Gretel                     |                 | 21 agosto 1955    |                 |